# Die Sonne von St. Moritz (1954)
Die Sonne von St. Moritz ist ein deutsches Filmdrama aus dem Jahre 1954 von Arthur Maria Rabenalt mit Winnie Markus, Karlheinz Böhm und der schwedischen Hollywoodschauspielerin Signe Hasso in den Hauptrollen. 

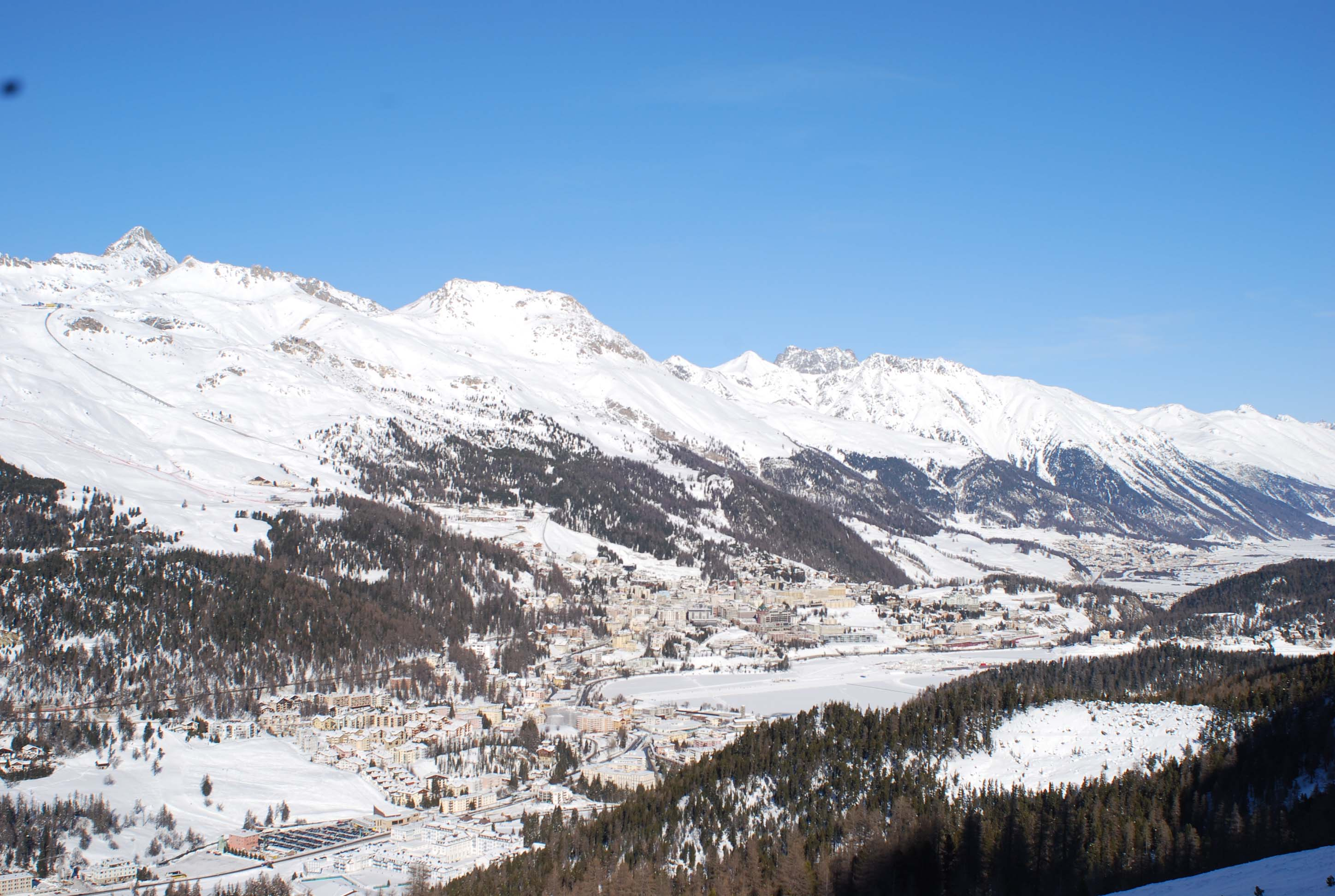
Drehort St. Moritz und Umgebung

## Handlung
Die winterliche Sonne von St. Moritz scheint auf die drei Protagonisten dieser Geschichte, deren Fäden im titelgebenden schweizerischen Erholungsgebiet zusammenlaufen: Der junge Arzt Robert Frank, seine elegante Geliebte, die skrupellose Gerti Selle, und die lieb-brave Jungmillionärin Lore Engelhofer, charakterlich die Antipode zu Gerti. Dr. Frank hat eine Affäre mit Gerti, die, ohne dass er es wusste, die Gattin eines wohlhabenden Industriellen ist. Als er sich infolge dieser Erkenntnis von ihr trennen will, vergiftet Gerti kurzerhand ihren Gatten mit einer Überdosis an Schlaftabletten, um für Robert frei zu sein. Dr. Frank soll für diesen zweifelhaften „Liebesdienst“ einen Totenschein ausstellen, der ein Ableben auf natürlicher Weise bescheinigt. Dr. Frank willigt nach einigem Zögern ein. Nach diesem fürchterlichen Ereignis flieht Robert Frank nach St. Moritz, um sich zu erholen.
In dieser Welt der Schönen und der Reichen lernt Dr. Frank die herzensgute Lore Engelhofer kennen, die ihren Reichtum gern dafür nutzt, den Armen und Bedürftigen zu helfen. So spendet sie beispielsweise für den Auf- und Ausbau eines Krankenhauses. Lore ist sehr interessiert an dem jüngeren Jet-Set-Arzt und lässt nicht locker, ihn zu erobern. Sie weiß nicht von seiner dunklen Vergangenheit. Nach einer kurzen Zeit vertrauter Zweisamkeit zwischen Lore und Robert taucht eines Tages erwartungsgemäß die „schwarze Witwe“ Gerti auf und setzt Robert massiv unter Druck. Er hat Mühe, sich ihren Fängen zu entziehen. Eines Tages hat er Glück, denn die bösartige Gerti verunglückt bei einer Bobfahrt in Schnee und Eis tödlich. Der Erpresserin verlustig geworden, meldet sich bei Dr. Frank jedoch das Gewissen, und er zeigt sich selbst an, einen falschen Totenschein ausgestellt zu haben. Während er einer Gefängnisstrafe entgegensieht, verspricht Lore, auf ihren geliebten Robert zu warten.

## Produktionsnotizen
Die Sonne von St. Moritz entstand zum Jahresbeginn 1954 in München bzw. Pullach (Ateliers) sowie mit Außenaufnahmen im Hochalpengebiet von St. Moritz (Schweiz) und Garmisch-Partenkirchen. Die Uraufführung erfolgte am 26. März 1954 in Bielefeld, die Berliner Premiere war am 6. Juni desselben Jahres. 
Carl Hofer, dessen letzter Film dies war, hatte die Produktionsleitung. Felix Smetana entwarf die Filmbauten. 

## Kritiken
Der Spiegel schrieb: „… Arthur Maria Rabenalt bereicherte den von ihm geprägten Filmbegriff des "Pipapo" um eine gesellschaftliche Variante. Unter der von den Jahreszeiten unabhängigen Kinosonne von St. Moritz wird ein wenig krampfig geliebt und daneben handfest erpreßt. Das blonde Millionärs-Aschenbrödel (Winnie Markus), das die Finanzierung von Krankenhäusern anbietet wie gewöhnliche Sterbliche Zigaretten, treibt die Skibegeisterung so weit, daß es dem enteilenden Geliebten (Karlheinz Böhm) nicht etwa im Porsche, sondern im Skijöring mit Porscheschlepp nacheilt.“
Im Lexikon des Internationalen Films heißt es knapp: „Ein verlogenes Melodram in realitätsfernem, luxuriösem Wintersportmilieu.“